# Río Pilmaiquén (Bueno)

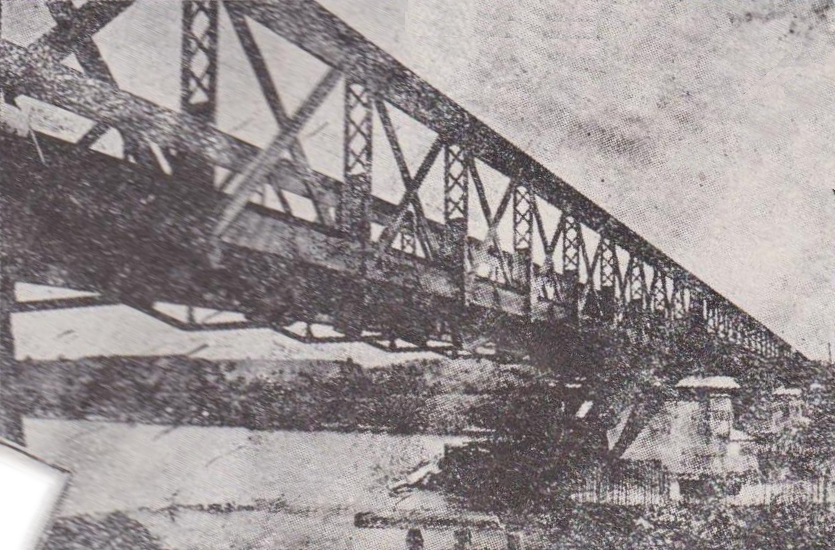
Puente sobre el río Pilmaiquén (1929).

El río Pilmaiquén es un curso natural de agua emisario del lago Puyehue que marca el límite entre las regiones de Los Ríos y Los Lagos y finalmente desemboca en el río Bueno. 

## Trayecto
Tiene su origen en el lago Puyehue y se dirige al oeste. Después de 68 km bordea la ciudad de San Pablo y desemboca en la ribera sur del río Bueno, del cual es uno de sus principales afluentes junto con el río Rahue.
Parte de las aguas del río son desviadas mediante un canal de aducción hacia la central hidroeléctrica Pilmaiquén y luego devueltas al río, después del salto en roca de 17 m de altura, conocido como el salto del Pilmaiquén. Aguas abajo, la central hidroeléctrica Rucatayo también produce electricidad con la fuerza hidráulica del río.
El río sirve en todo su trayecto como límite entre las regiones de Los Ríos y de Los Lagos.

## Caudal y régimen
La subcuenca del río Bueno, desde su nacimiento en el lago Ranco hasta su desembocadura en el océano Pacífico, que también incluye la del río Pilmaiquén tiene un régimen pluvial, con sus crecidas durante el período invernal, producto de importantes lluvias, y con sus menores escurrimientos durante el período estival. En años lluviosos las crecidas ocurren entre junio y agosto, producto de importantes aportes pluviales. Los menores caudales se observan entre enero y abril. En años normales y secos los mayores escurrimientos también se deben a aportes pluviales, observándose entre julio y agosto. El período de menores caudales se presenta en el trimestre dado por los meses de febrero, marzo y abril.: 57 

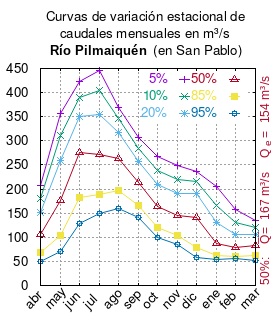
Curvas de variación estacional del río Pilmaiquén en San Pablo.

El caudal del río (en un lugar fijo) varía en el tiempo, por lo que existen varias formas de representarlo. Una de ellas son las curvas de variación estacional que, tras largos periodos de mediciones, predicen estadísticamente el caudal mínimo que lleva el río con una probabilidad dada, llamada probabilidad de excedencia. La curva de color rojo ocre (con {\displaystyle {\color {Red}\vartriangle }}) muestra los caudales mensuales con probabilidad de excedencia de un 50%. Esto quiere decir que ese mes se han medido igual cantidad de caudales mayores que caudales menores a esa cantidad. Eso es la mediana (estadística), que se denota Qe, de la serie de caudales de ese mes. La media (estadística) es el promedio matemático de los caudales de ese mes y se denota {\displaystyle {\overline {Q}}}. 
Una vez calculados para cada mes, ambos valores son calculados para todo el año y pueden ser leídos en la columna vertical al lado derecho del diagrama. El significado de la probabilidad de excedencia del 5% es que, estadísticamente, el caudal es mayor solo una vez cada 20 años, el de 10% una vez cada 10 años, el de 20% una vez cada 5 años, el de 85% quince veces cada 16 años y la de 95% diecisiete veces cada 18 años. Dicho de otra forma, el 5% es el caudal de años extremadamente lluviosos, el 95% es el caudal de años extremadamente secos. De la estación de las crecidas puede deducirse si el caudal depende de las lluvias (mayo-julio) o del derretimiento de las nieves (septiembre-enero).

## Historia
Su nombre proviene del mapudungun pilmaykeñ, «golondrina».
Francisco Solano Asta-Buruaga y Cienfuegos escribió en 1899 en la edición póstuma de su obra Diccionario Jeográfico de la República de Chile sobre el río:
Pilmaiquén.-—Río que nace del lago de Puyehue, corre al NO. por entre los departamentos de Osorno y de la Unión y va á confluir con el Río Bueno por su margen del sur á unos tres kilómetros al E. del fondeadero de Trumao. Es de curso apacible que no excede de 50 kilómetros; lleva un regular volumen de agua y sus riberas abundan en hermosos árboles. Como á 18 kilómetros de su salida de aquel lago forma una catarata notable por su altura y sus pintorescos contornos. Su principal afluente es el riachuelo de Chirrí. A su banda austral existió la misión que llevaba el título de Pilmaiquén y de Tralmahue; véase villa de San Pablo.